# Fiat Cronos
El Fiat Cronos es un vehículo producido en Argentina para Latinoamérica desde inicios del año 2018, por FCA. El modelo reemplaza de forma directa al sedán del Fiat Punto, el Fiat Linea, y al sedán del Fiat Palio nuevo, el Fiat Grand Siena que aun continua en producción para ventas especiales en Brasil. Se enfrenta a rivales de otras marcas como el Citroën C-Elysee, Chevrolet Prisma, Ford Fiesta, Peugeot 301, Renault Logan, Volkswagen Virtus, entre otros.
Fue el modelo más vendido en Argentina en 2021 y en el primer trimestre de 2022, llevando contabilizadas unas 34.302 unidades vendidas. Se posiciona como el modelo sedán 4 puertas de entrada de gama para el segmento B de la marca en la región, convirtiéndose de este modo para Fiat, en su único exponente sedán del segmento B para el Mercosur.
En 2022, es el automóvil de turismo de producción argentina, con mayor nivel de integración local: 48% de sus partes están fabricadas en Argentina.

## Historia
Fiat siguiendo la nueva tendencia del mercado decide cambiar radicalmente su estrategia local, eliminando de catálogo a tres modelos sedán 4 puertas por uno totalmente nuevo que tendría la difícil misión de cubrir variantes tan dispares en algunos casos. Los sustituidos fueron dentro del mismo segmento "B": el Fiat Siena EL que es la versión remanente de la primera generación y se comercializaba tanto en versiones básicas o con un equipamiento algo más completo al que reemplazo indirectamente, el Fiat Grand Siena que es el sedán del Palio de segunda generación (Nuevo Palio) y al sedán tope de segmento máximo exponente local de Fiat Argentina el Fiat Linea.
El Fiat Cronos fue desarrollado por el Centro Stile de FCA en Latinoamérica a cargo de Peter Fassbender, como modelo sedán exclusivo, elaborado sobre la plataforma MP1 (misma utilizada tanto por los Fiat Punto y Argo), y se lo conoció internamente como Proyecto X6S. Al igual que con otros recientes lanzamientos este adoptó un diseño general que siguiera la nueva imagen de marca de Fiat adoptada en el 2016 y estrenada con el Fiat Mobi que se continuó con el nuevo Fiat Tipo europeo, básicamente posee nuevo frontal y nervaduras específicamente más marcadas (buscan dar un aspecto dinámico y deportivo al modelo). El Fiat Cronos es un desarrollo íntegramente local del Mercosur fabricado en la planta de Ferreyra, Córdoba, Argentina, y posee una versión hatchback 5 puertas denominada Fiat Argo (Proyecto X6H) que fuera desarrollada por el mismo Centro de Diseño pero producido íntegramente en Brasil.

## Equipamiento
Según versión y mercado alcanza un máximo de:
- Espejos exteriores, manijas de puertas y paragolpes color carrocería
- Acceso y arranque Keylless entry & go
- Faros Antinieblas delanteros
- Caja automática Aisin de 6 marchas con levas al volante y control de velocidad crucero
- Limpialavaluneta
- Luces diurnas Led (DRL - Daytime Running Lights)
- Ópticas traseras tipo led
- Luneta térmica
- Llantas de aleación de 17´´
- Parante central negro
- Tercera luz de stop
- Aire acondicionado electrónico/Climatizador
- Dirección asistida eléctrica
- Apertura interna de baúl
- Apertura remota de tanque de combustible
- Apoyapie lado conductor
- Asiento conductor regulable en altura
- Levantacristales eléctricos delanteros y traseros "one-touch up/down"
- Cierre centralizado de puertas y en rodaje
- Computadora de a bordo
- Espejos retrovisores eléctricos, rebatibles con luz de acceso
- Indicador de cambio de marcha (GSI - Gear shift indicator)
- Levantacristales eléctricos delanteros
- Sistema "My Car Fiat" y "Follow Me Home"
- Sensor de lluvia y crepuscular
- Espejo interior electrocrómico,
- Manijas y toberas de aireación cromadas
- Tapizados de cuero
- Volante forrado en cuero, con regulable en altura y profundidad
- Asiento posterior bi-partido 60/40
- Comandos de radio al volante
- Espejos de cortesía en parasol
- Portaobjetos en puertas laterales
- Radio CD/AM/FM con USB/SD/entrada auxiliar
- Radio integrada AM/FM con USB (x2)/entrada auxiliar y conectividad bluetooth
- Pantalla multimedia touch 7 con Android Auto y Apple Carplay
- Gestión de dispositivos por comandos de voz
- Tacómetro
- Toma de 12V

## Seguridad
Según versión y mercado alcanza un máximo de:
- 2 Airbags frontales y 2 Laterales (delanteros)
- Alarma antirrobo volumétrica
- Alerta de cinturones de seguridad
- Apoyacabezas delanteros
- Apoyacabezas traseros regulables en altura (x 3)
- Cinturones de seguridad delanteros
- Cinturones de seguridad posteriores de 3 puntos
- Inmovilizador electrónico de motor (Fiat Code)
- Sensor de estacionamiento trasero
- Sistema Emergency Stop Signaling (ESS)
- Sistema de frenos ABS + EBD
- Sistema de sujeción de sillas para niños (ISOFIX)
- Control de tracción y estabilidad
- Sistema de asistencia al arranque en pendiente (HLA)
- Refuerzos en acero de alta resistencia
- Sensores de estacionamiento traseros
- Sistema de Monitoreo de Presión de Neumáticos (TPMS)

El Cronos tiene frenos de disco ventilados frontales.
En 2022, perdió la opción de 4 airbags (retorno previsto en 2025).

### Latin NCAP
El Cronos en su configuración más básica con 2 airbags y sin control de estabilidad obtuvo 0 estrellas para ocupantes adultos y 4 estrellas para infantes de Latin NCAP en 2019 (protocolo obsoleto). En 2021, la configuración más básica con 2 airbags, interruptor de airbag, y sin ESC recibió 0 estrellas de Latin NCAP bajo su nuevo protocolo (similar a Euro NCAP 2014).

## Ficha Técnica

### 1.3 FireFly[12][19][20]
- Combustible: gasolina
- Cilindrada: 1332 cm³
- Tipo: SOHC 8 válvulas, comandado por cadena "for life", Distribución variable
- Relación de compresión: 11:1
- Potencia máxima: 99 cv CV a 6000 RPM
- Torque máximo: 13 kgm a 4050 RPM
- Alimentación: inyección electrónica multipunto
- Acelerador electrónico: sí
- Transmisión: manual de 5 velocidades y retroceso/ AT ( versión GSR)

### 1.8 E-TORQ EVO[12]
- Combustible: nafta
- Cilindrada: 1747 cm³
- Tipo: SOHC 16 válvulas, comandado por cadena "for life", Distribución variable
- Relación de compresión: 11:1
- Potencia máxima: 130 cv CV a 5250 RPM
- Torque máximo: 18,6 kgm a 3750 RPM
- Alimentación: inyección electrónica multipunto
- Acelerador electrónico: sí
- Transmisión: manual de 5 velocidades y retroceso/Automática secuencial 6 velocidades

### Suspensiones[12]
- Delantera: independiente tipo McPherson con brazos oscilantes transversales, resortes helicoidales y barra estabilizadora

- Trasera: Eje de torsión con ruedas semindependientes, resortes helicoidales

### Transmisión[12]
- Tracción: delantera

- Embrague: monodisco en seco con comando hidráulico

- Caja de cambios: 5 marchas hacia adelante y MA, versiones tope de gama: automática secuencial 6 marchas

## Performance[9][21]
- Velocidad máxima: 173,5 km/h (1.3) y 192,2 km/H (1.8)
- 0/100 km/h: 11,5 s (1.3) y 11 s (1.8)
- Consumo mixto: 9 L/100 km (Promedio)

## Restyling
El automóvil del Segmento B recibió un restyling lanzado en abril de 2025 (aunque llamado ModelYear26 por el fabricante) presenta como principales novedades, el rediseño de la parte frontal (cambios en parilla, ópticas y paragolpes frontal) también incorpora un nuevo diseño de llantas para todas las versiones. No presenta novedades en la mecánica. La versión "Presicion" recibe de vuelta 4 airbags. Todas las demás versiones continúan con los pobres 2 airbags. LatinNCAP (Programa de evaluación de Vehículos Nuevos para América Latina y el Caribe) le otorgó 0 estrellas. En el interior suma nuevos tapizados. Agrega luces led en las versiones intermedias. Cabe destacar que en 2022 tuvo una actualización con cambios estéticos leves y se dejaron de ofrecer ciertas motorizaciones. También, se dejaron de ofrecer 4 airbags, en consecuencia todas las versiones se equipaban con 2 airbags. Esto, como dice el texto, fue cambiado a partir del MY26. 

## Fiat Cronos en el automovilismo argentino

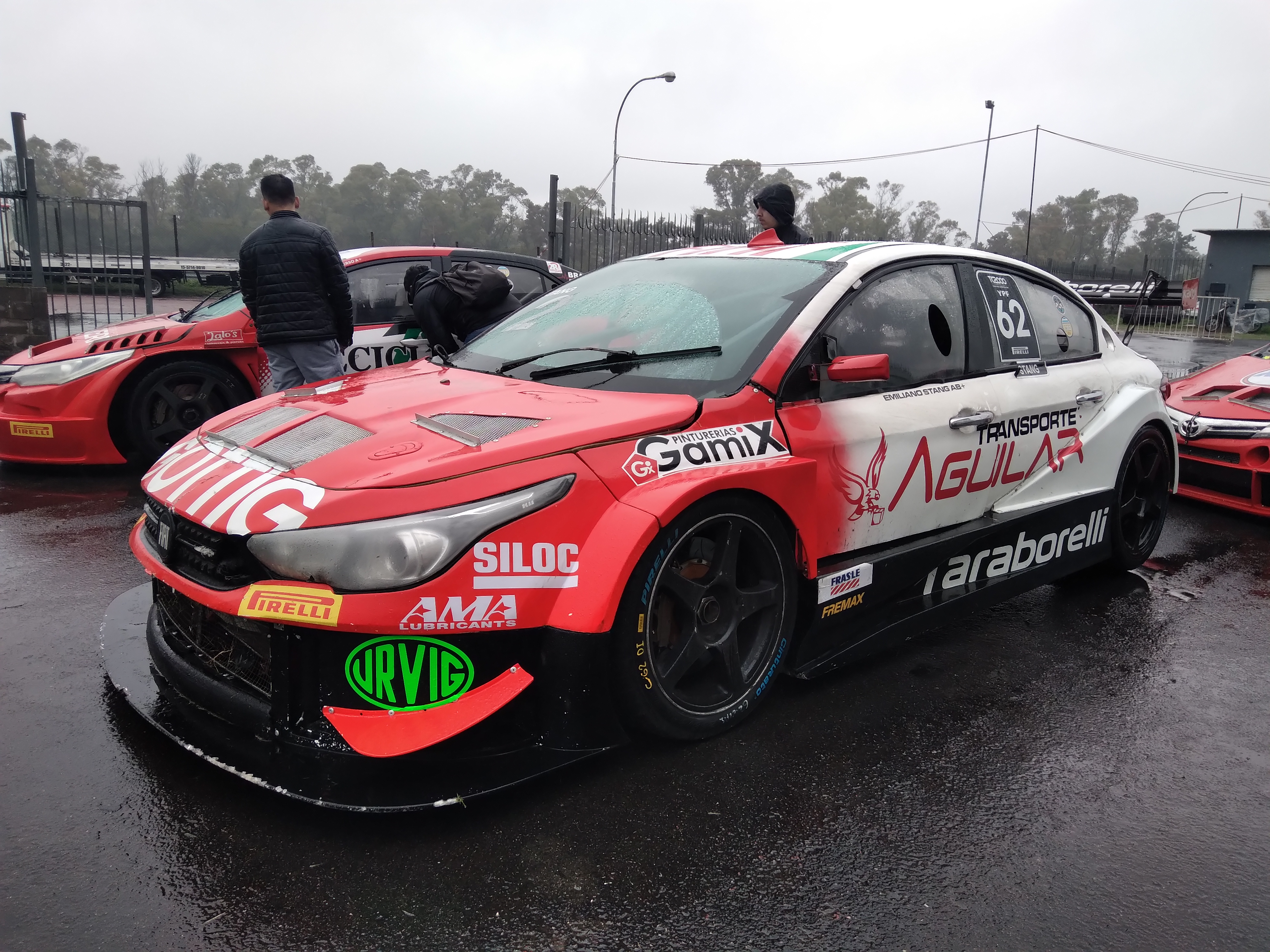
Fiat Cronos de TC2000, en 2024

Tras la decisión de suspender la importación y venta del modelo Tipo en Argentina, la filial de Fiat de ese país decidió centrar sus esfuerzos comerciales en el área automóviles de turismo, en la producción y venta de los modelos Argo y Cronos, siendo a partir de 2020 los únicos modelos de automóviles ofrecidos en dicho mercado, junto al modelo Mobi y las gamas de SUV y utilitarios de trabajo. 
Esta decisión, provocó como consecuencia un cambio en la política de representatividad de la marca italiana, en las diferentes categorías de automovilismo de velocidad en las cuales Fiat tuviese intereses oficiales, siendo la representatividad de la marca asumida por el modelo Cronos. De esta manera, el modelo fue presentado en las siguientes categorías:
- TC 2000: Luego de haber anunciado en 2019 el regreso a la categoría del equipo oficial Fiat, de la mano del equipo DTA Racing y poniendo en pista tres unidades Fiat Tipo,[28] en 2020 Fiat Argentina anunció su decisión de reemplazar a este modelo como representativo de la marca en dicha categoría, poniendo en pista al Fiat Cronos.[29] [30] La decisión se vio favorecida entre otras cosas, por los parámetros técnicos reglamentarios de la categoría, que permiten entre otras cosas el reemplazo de su motor original por un impulsor turboalimentado de origen Oreca,[31] de 2000 cm³ y 4 cilindros en línea,[32] poniendo al Cronos en relativa igualdad de condiciones que los demás modelos de competición. Pese a ello y en consonancia con el anuncio de la renovación generacional del parque automotor de la categoría anunciado en 2023,[33] se espera el reemplazo paulatino y definitivo del propio Cronos por el modelo SUV Pulse.[34]

- Top Race: En esta categoría, el modelo Cronos había sido anunciado como representativo de la marca en la divisional Top Race Series a partir del año 2018,[35] siendo en este caso tomados los rasgos de diseño de su frontal y trasera, para identificar a los prototipos de la categoría, que desde 2014 pasaron a ser carrozados genéricos de igual silueta para todos los usuarios.[36] Por su parte, en la divisional mayor hacía su presentación el prototipo Fiat Tipo TRV6, el cual era una continuidad de su antecesor Fiat Linea TRV6, siendo este modelo un prototipo basado en una estructura genérica de Top Race V6, con una silueta similar al modelo Mercedes-Benz C W204, al cual sin embargo se le aplicaron implementos como frontal y trasera, con rasgos de diseño del modelo Tipo de Fiat.[37] Tras el anuncio del cese de la comercialización del modelo Tipo en Argentina, en 2022 la filial de Fiat en dicho país y en acuerdo con la categoría Top Race, tomó la determinación de sustituir la representación de la marca italiana del modelo Tipo, en favor del modelo Cronos, para lo cual se dispuso con una temática similar a las de sus predecesores, la creación de un prototipo representativo de la marca y el modelo en dicha categoría, siendo presentado en 2022, el prototipo Fiat Cronos TRV6.[38] El modelo en cuestión, además de ser producido sobre una base estructural genérica, está equipado con elementos tecnológicos, como su motor TRV6 by Berta, de 6 cilindros en V y 3500 cm³, capaz de erogar una potencia de 400 Hp a 7300 rpm, acoplado a una transmisión Sáenz TT3, secuencial de 6 velocidades.[39] A la par de esta presentación, el modelo Cronos continuó siendo representativo de Fiat en las divisionales Series y Junior, tomando la temática de utilización de sus rasgos de diseño para identificar a los prototipos genéricos de ambas categorías. A lo largo de su participación en las distintas divisiones de Top Race, Cronos obtuvo dos campeonatos de Top Race V6 (2023 y 2024 con Luis José Di Palma) y dos de Top Race Series (2020 con Franco Morillo y 2021 con Diego Verriello).

### Palmarés deportivo
| Top Race V6     | Top Race V6        | Top Race V6        | Top Race V6 |
| Título          | Piloto             | Automóvil          | Año         |
| --------------- | ------------------ | ------------------ | ----------- |
| Campeón         | Luis José Di Palma | Fiat Cronos TRV6   | 2023        |
| Campeón         | Luis José Di Palma | Fiat Cronos TRV6   | 2024        |
| Top Race Series |                    |                    |             |
| Título          | Piloto             | Automóvil          | Año         |
| Campeón         | Franco Morillo     | Fiat Cronos Series | 2020        |
| Campeón         | Diego Verriello    | Fiat Cronos Series | 2021        |